# Jeanne Guérard-Gonzalès
Pour les articles homonymes, voir Gonzalès.
 (juin 2016).
Jeanne Constance Philippe Gonzalès, connue sous son nom d'épouse Jeanne Guérard-Gonzalès, est une artiste peintre française née à Paris le 16 février 1852 et morte à Vicq-sur-Nahon (Indre) le 31 octobre 1924.

## Biographie
Jeanne Gonzalès est la seconde fille du romancier Emmanuel Gonzalès (1815-1887), feuilletoniste du Siècle, issu d'une famille bourgeoise d'origine monégasque espagnole. Sa mère est une musicienne née à Lyon, fille d'un manufacturier.
Elle est née au 18, rue de Laval à Paris, et y est baptisée à l'église Notre-Dame-de-Lorette en 1857. 
Elle apprend la peinture comme sa sœur Eva Gonzalès (1849-1883) et lui sert de modèle de façon régulière.
En 1888, elle épouse son beau-frère Henri Guérard (1846-1897) devenu veuf d'Eva à la suite de la naissance de leur fils Jean Guérard en 1883. Jeanne élèvera son neveu comme son fils. Le couple était lié avec le peintre Norbert Gœneutte.